# The Art of Negotiation
The Art of Negotiation (en hangul, 협상의 기술; romanización revisada, Hyeopsangui gisul) es una serie de televisión surcoreana escrita por Lee Seung-young, dirigida por Ahn Pan-seok, y protagonizada por Lee Je-hoon, Kim Dae-myung, Sung Dong-il, Jang Hyun-sung, Oh Man-seok, Ahn Hyun-ho y Cha Kang-yoon. Es un drama que trata sobre fusiones y adquisiciones de empresas. Se emitió por el canal JTBC desde el 8 de marzo hasta el 13 de abril de 2025, en horario de sábados y domingos a las 22:30 (hora local coreana). También está disponible en la plataforma Viu para algunos países.

## Sinopsis
El Grupo Sanin es un conglomerado empresarial nacional de primera magnitud, que ha liderado el desarrollo del mundo corporativo coreano al crecer rápidamente comenzando con Sanin Construction, fundada por el presidente Song Jae-sik. Sin embargo, a despecho de su gloria pasada, ahora se enfrenta con dificultades de gestión debido a una deuda masiva de once billones de wones. Yoon Joo-no es un negociador experto en fusiones y adquisiciones de empresas, de fama legendaria en el sector, que se une a Sanin para tratar de resolver el problema. Con este encargo forma su propio equipo reclutando al abogado Oh Soon-young a cargo de los asuntos legales, a la gerente de finanzas Kwak Min-jung y al pasante Choi Jin-soo.

## Reparto

### Principal
- Lee Je-hoon como Yoon Joo-no, el mejor experto en fusiones y adquisiciones de Corea, que llega al Grupo Sanin para salvarlo de una profunda crisis. Es un negociador legendario en el sector, también conocido como la Serpiente Blanca.[2][3][4]
- Kim Dae-myung como Oh Soon-young, abogado del equipo de fusiones y adquisiciones, especialista en negociaciones. Tiene la capacidad de ver a través de la psicología de otras personas con una empatía excepcional, prefiere siempre el acuerdo al litigio.[5][6][7]
- Sung Dong-il como Song Jae-sik, una figura fundamental en la economía surcoreana como fundador y presidente del Grupo Sanin. En contraste con la práctica habitual en otras familias, decidió tiempo atrás no transmitir la empresa a sus hijos.[8][9]
- Jang Hyun-sung como Ha Tae-soo, director financiero de la oficina de planificación estratégica y número dos del Grupo Sanin, donde empezó como un simple empleado. Pero recientemente ha cometido errores que han provocado la crisis del grupo, y ve con incomodidad la llegada de Joo-no.[1][8]
- Oh Man-seok como Lee Dong-jun, director del Centro de Apoyo a la Competencia del Grupo Sanin y amigo íntimo del presidente Song desde hace mucho tiempo.[1][8]
- Ahn Hyun-ho como Kwak Min-jeong, gerente del equipo de fusiones y adquisiciones. Dotada de una excepcional memoria y de gran sentido de la responsabilidad y la lealtad, así como de una gran capacidad de trabajo.[10][11]
- Cha Kang-yoon como Choi Jin-soo, pasante y miembro más joven del equipo de fusiones y adquisiciones. Aunque parece despistado, es hábil e inteligente, rápido para juzgar las situaciones. Fue elegido por haber obtenido las calificaciones académicas más altas entre los nuevos empleados.[12][13][14]

### Secundario

#### Ha Line
- Kim Jong-tae como Jo Beom-soo, director del equipo de recursos humanos.[15]
- Choi Beom-ho como Park Tae-ho, jefe de la división de negocios de construcción y director ejecutivo de Yong-A E&C, un ejecutivo relativamente inteligente.
- Jang Ho-il como Choi Dong-gyu, gerente de la división de negocios de servicios grupales y director de planificación de Sanin.

#### Empresas subsidiarias
- Kim Hak-sun como Kim Woo-cheol, director de la división de negocios minoristas y director ejecutivo de Sanin Retail.[16]
- Jeong Seok-yong como Oh Chi-young, jefe de la división de negocios de ocio y director ejecutivo de Sanin Hotel & Resort, una persona que llegó al puesto de director ejecutivo gracias a su sinceridad.
- Seong Yeo-jin como Min Hye-seong, jefa de la división de negocios de estilo de vida y directora ejecutiva de Sanin Fashion.

#### Grupo Sanin
- Lee Kyu-sung como Lim Hyeong-seop, gerente del equipo de recursos humanos, estudiante de último año de la universidad de Jin-su y miembro del equipo de planificación. Es una fuente de información sobre todas las noticias grandes y pequeñas de la empresa, y si hay noticias que no conoce, sale y las busca.[17]
- Park Hyung-soo como Kang Sang-bae, director de Yumin Investment, la empresa principal a cargo de las fusiones y adquisiciones del Grupo Sanin.[18][19]

#### Otros
- Hong In como Yoon Joo-seok.[20]
- Hwang Eun-hoo como Park Han-na, la esposa de Joo-no.
- Yang Jo-ah como Han Ji-eun, una periodista de temas económicos.[21][22]
- Jeon Seok-chan como Park Ki-yeol.
- Heo Jeong-do como David, director ejecutivo del fondo de inversiones Samoel.
- Im Jin-hyo como Theo.
- Park Joo-yong como un amigo de Oh Soon-young.[23]
- Lee Chae-won como Ji Yeon-woo, directora de la división inmobiliaria de Bium D&I.
- Nanami Sakuraba como Haruka Hirose, empleada y traductora de coreano en Shimizu Gear Co., Ltd. en Shizuoka, Japón.[24]
- Ryo Ikeda como Ozaki Ryu, empleado de Shimizu Gear Co., Ltd.
- Miura Seiji como Yoshida Osamu, director del departamento de negocios en el extranjero de Shimizu Gear Co., Ltd.
- Munetaka Aoki como Naito Chiichi, gerente de fábrica de Shimizu Gear Co., Ltd.
- Yoon Je-moon como Lee Hoon-min, el presidente de Sanin Construction.[25][14]
- Kim Song-il como Lee Jeong-eum, el vicepresidente de Sanin Construction.
- Jang In-sub como Cha Ho-jin, director ejecutivo de Chacha Gaming Company.[26]
- Kim Sung-woo como un empleado de Chacha Gaming Company.
- Lee Seok-hyung como un empleado de Chacha Gaming Company.
- Han Nu-ri como Jenny, amiga de Jin-soo, consultora experta en juegos que ayuda al equipo con el análisis de Chacha Gaming Company.
- Kim Young-ok como Seo Chun-nyeon, una de las residentes que permanecen en el apartamento Chungnyeol, lugar que no quiere abandonar.[25]
- Lee Si-hoon como Do Han-cheol.
- Park Hyuk-kwon como Go Byeong-su, director ejecutivo de Jumbo Pharmaceuticals, y posteriormente de Gogo Corporation.[27][28]
- Gil Hae-yeon como la madre de Kwak Min-jeong.[29]
- Lee Chang-hoon como Lee Seung-soo, directivo de Gogo Corporation implicado en un caso de fraude (episodio 12).
- Jang So-yeon como Jeong Bon-ju, empleada del campo de golf Green View, y excompañera de clase y amiga de Oh Soon-young, responsable de la desaparición de cien millones de wones.[30][31]
- Son Jong-hak como Lee Hyung-taek, director ejecutivo del campo de golf Green View.
- Park Jong-hwan como un fiscal.

### Apariciones especiales
- Kwon Yu-ri como la hija de Song Jae-sik y directora del resort Jeju Dado.[32][33]
- Kim Chang-wan como Park Rae-kyung, director de WIND Cycling y ex atleta de tiro con arco.[33]
- Lee Sung-jae como Jang Won-seok, sénior de Yoon Joo-no (episodios 2, 6, 9-12).[33]

## Producción
The Art of Negotiation es una coproducción de BA Entertainment, SLL y Drama House Studio. Está escrita por Lee Seung-young y dirigida por Ahn Pan-seok (cuyos últimos cuatro trabajos han sido Heard It Through the Grapevine, Something in the Rain, One Spring Night y El romance de medianoche en hagwon).
En marzo de 2024 algunos órganos de prensa publicaron que Lee Je-hoon había recibido una oferta para protagonizar la serie y la había aceptado. Es la primera vez que trabaja bajo la dirección de Ahn Pan-seok. El 14 de mayo se añadió el nombre de Kim Dae-myung. Es la primera ocasión en que ambos actores trabajan juntos. Para encarnar a su personaje, Lee cambió radicalmente su apariencia exhibiendo un cabello completamente canoso, lo que le obligaba a acudir al rodaje con cuatro horas de antelación para las sesiones de maquillaje. Esta apariencia fue decidida por el director Ahn Pan-seok, tras saber del experto en fusiones que había contratado la productora para la serie que su cabello se había vuelto canoso cuando tenía poco más de 30 años; Ahn pensó que era un signo del estrés que debía de haber sufrido en el trabajo y añadió este rasgo a su protagonista.
El 10 de diciembre de 2024 el equipo de producción lanzó un primer cartel de avance, que muestra al protagonista de espaldas y con el cabello de color plateado. El 21 de enero de 2025 JTBC anunció que The Art of Negotiation se estrenaría el 8 de marzo como serie de sábado y domingo, y publicó un nuevo cartel de avance.
El 6 de marzo de 2025 se presentó la producción en el Grand Ballroom Hall del Ramada Seoul Sindorim Hotel en Guro-gu, Seúl. El director Ahn Pan-seok y los actores Lee Je-hoon, Kim Dae-myung, Sung Dong-il, Jang Hyun-seong, Oh Man-seok, Ahn Hyun-ho y Cha Kang-yoon asistieron al evento y hablaron sobre el trabajo.

## Audiencia
| Temporada | Temporada | Episodio número | Episodio número | Episodio número | Episodio número | Episodio número | Episodio número | Episodio número | Episodio número | Episodio número | Episodio número | Episodio número | Episodio número | Promedio |
| Temporada | Temporada | 1               | 2               | 3               | 4               | 5               | 6               | 7               | 8               | 9               | 10              | 11              | 12              | Promedio |
| --------- | --------- | --------------- | --------------- | --------------- | --------------- | --------------- | --------------- | --------------- | --------------- | --------------- | --------------- | --------------- | --------------- | -------- |
|           | 1         | 0.762           | 1.462           | 1.298           | 1.691           | 1.445           | 1.805           | 1.390           | 1.903           | 1.676           | 2.038           | 1.709           | 2.487           | 1.639    |

| Episodio | Fecha de emisión    | Índices de audiencia (Nielsen Korea) | Índices de audiencia (Nielsen Korea) |
| Episodio | Fecha de emisión    | Nacional                             | Seúl                                 |
| --- | ------------------- | ------------------------------------ | ------------------------------------ |
| 1 | 8 de marzo de 2025  | 3,300 % (2.ª)                        | 3,586 % (1.ª)                        |
| 2 | 9 de marzo de 2025  | 6,068 % (1.ª)                        | 6,349 % (1.ª)                        |
| 3 | 15 de marzo de 2025 | 5,783 % (1.ª)                        | 5,535 % (1.ª)                        |
| 4 | 16 de marzo de 2025 | 7,121 % (1.ª)                        | 7,298 % (1.ª)                        |
| 5 | 22 de marzo de 2025 | 6,459 % (1.ª)                        | 6,398 % (1.ª)                        |
| 6 | 23 de marzo de 2025 | 7,982 % (1.ª)                        | 8,320 % (1.ª)                        |
| 7 | 29 de marzo de 2025 | 6,185 % (1.ª)                        | 6,171 % (1.ª)                        |
| 8 | 30 de marzo de 2025 | 8,079 % (1.ª)                        | 8,758 % (1.ª)                        |
| 9 | 5 de abril de 2025  | 6,933 % (1.ª)                        | 7,064 % (1.ª)                        |
| 10 | 6 de abril de 2025  | 8,805 % (1.ª)                        | 9,545 % (1.ª)                        |
| 11 | 12 de abril de 2025 | 7,182 % (1.ª)                        | 8,030 % (1.ª)                        |
| 12 | 13 de abril de 2025 | 10,315 % (1.ª)                       | 11,298 % (1.ª)                       |
| Promedio | Promedio            | 7,018 %                              | 7,363 %                              |
| - En la tabla superior, los números azules representan las calificaciones más bajas y los números rojos representan las más altas. - Esta serie se transmite en un canal de cable/televisión de pago, que normalmente tiene una audiencia menor respecto a las emisoras de televisión públicas/gratuitas (KBS, SBS, MBC y EBS). |                     |                                      |                                      |